# Albert Büche
Albert Büche (1911 – ?) svájci labdarúgócsatár.